# Gustavsee
Der Gustavsee ist ein unter Naturschutz stehender See in der unterfränkischen Gemeinde Karlstein am Main (Landkreis Aschaffenburg). Er liegt fast am westlichsten Punkt Bayerns und entstand aus der Zeche Gustav, die sich nach ihrer Stilllegung mit Grundwasser füllte. Heute gilt der Gustavsee als einer der wichtigsten Rast- und Überwinterungsplätze für Wasservögel im nordbayerischen Raum.

## Geographie

### Lage
Der See befindet sich im Vorspessart innerhalb einer Mainschlinge auf der Gemarkung des Ortsteils Großwelzheim. Am gegenüberliegenden hessischen Mainufer liegt Seligenstadt. Der Gustavsee gehört zur Kahler Seenplatte, hat eine Wasserfläche von gut 25 ha und ist an seiner tiefsten Stelle über 30 m tief. Er ist ein reiner Grundwassersee ohne Zulauf von Oberflächenwasser.
Unmittelbar am Nordwestufer des Gustavsees stand bis ins Jahr 2008 das ehemalige Versuchskernkraftwerk Kahl, das erste Kernkraftwerk Deutschlands, sowie bis 1998 das Versuchskernkraftwerk Großwelzheim. Südlich befand sich der Forschungsreaktor Karlstein.

## Geschichte

### Zeche Gustav
Gustav Müller, der Direktor einer Braunkohlen‑Gewerkschaft, führte 1882 einige Probebohrungen auf der bayerischen Mainseite durch. Daraufhin ließ er erste kleine Gruben und 1902 die Zeche Gustav I zum Abbau von Braunkohle errichten. Sie entstand dort, wo sich heute die Siedlung Kimmelsteich befindet. Wie im Bergbau üblich, erhielt die Mutung Müllers Vornamen. 1903 wurde in der Nähe der Grube das Kraftwerk Dettingen in Kombination mit einer Brikettfabrik fertiggestellt und betrieben. Man verlegte Bahngleise vom Grubenrand zum Bahnhof in Dettingen. 1907 fuhr dort die erste Dampflokomotive.

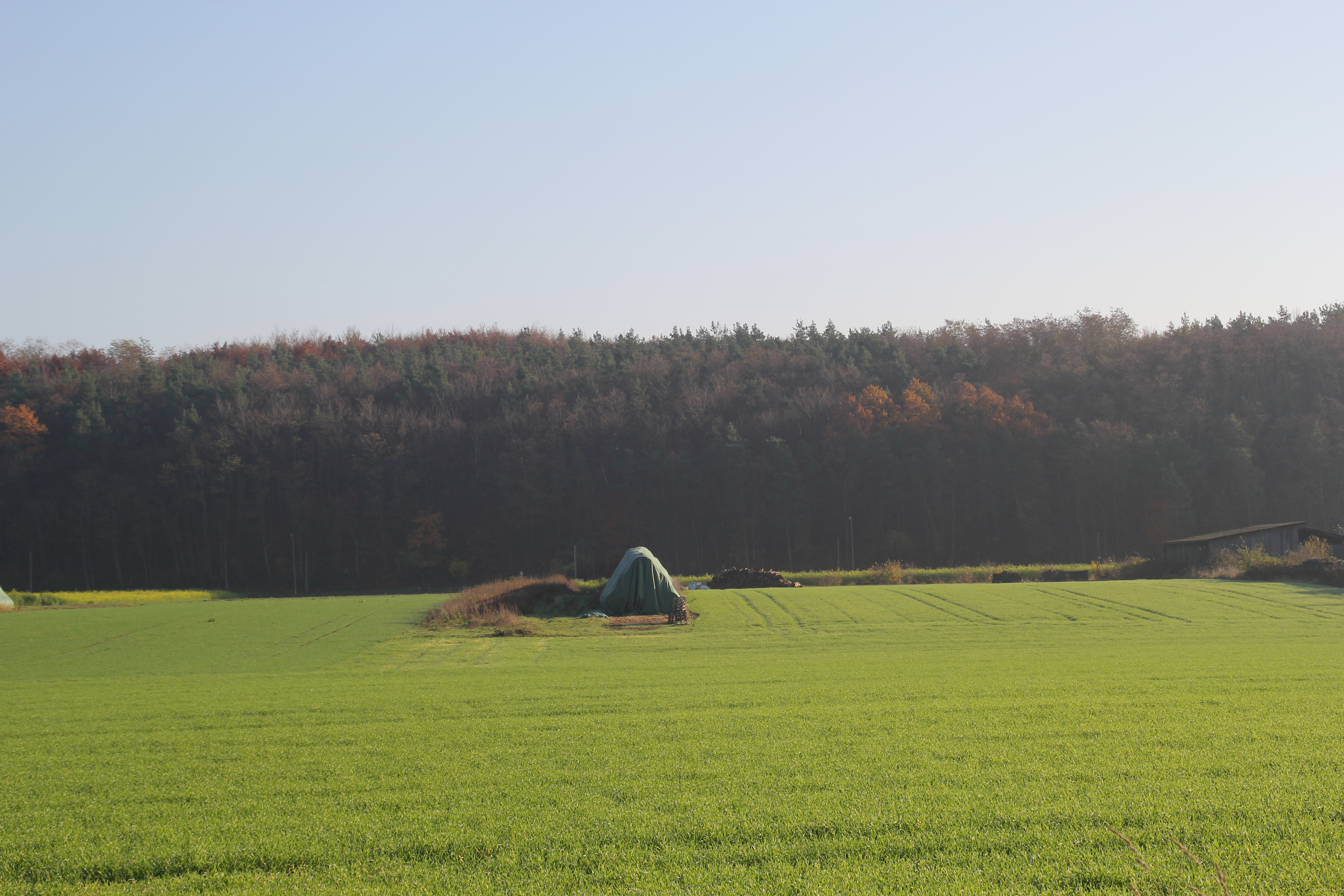
Die Kipp, der ehemalige Abraum der Zeche Gustav

Es folgten die Tagebauten Gustav II und III am Platz des heutigen Gustavsees. Aus den umliegenden Dörfern fanden im Laufe der Jahre viele Männer im Bergwerk einen Arbeitsplatz. Der Abraum aus den ehemaligen Zechen wurde in der Nähe zu einem Hügel aufgeschichtet. Im Laufe der Jahrzehnte hat sich darauf ein Wald aus Kiefern, Buchen und Eichen entwickelt. Diese Erhebung wird Große Halde oder auch Kipp genannt. Dabei wurde der Westteil des in der Nähe liegenden Langen Sees zugeschüttet. Pumpen saugten das zusammenströmende Grundwasser aus den Gruben ab und drückten es durch Rohrleitungen zu Tage. Dieses Wasser nahm dann durch einen Graben seinen Weg in den Main.
Am 8. Februar 1909 hatte der Main starkes Hochwasser, das auch in die Gruben Gustav II und III gelangte. 250 zu Hilfe geholte Arbeiter sowie Feuerwehrleute errichteten einen 200 m langen Damm; trotzdem konnten sie das Eindringen des Wassers in die Zeche nicht verhindern. Am 10. März 1914 brach bei einem weiteren Mainhochwasser ein Schutzdamm und die Zeche füllte sich erneut mit Wasser. Es drangen 2,5 Millionen Kubikmeter Wasser ein. Bei dieser Katastrophe war der Main so stark gesunken, dass ein bei Seligenstadt liegendes Schiff auf Grund geriet. Erst im Spätherbst des Jahres konnte mit einer Vielzahl zusätzlicher elektrischer Pumpen die vollgelaufene Grube wieder trockengelegt werden. Am 12. Januar 1915 durchbrach der Main bei einem starken Hochwasser erneut die Böschung und überflutete dieses Mal den Tagebau Gustav I.
Im Jahr 1925 wurde der Betrieb in den Gruben Gustav II und III eingestellt und die Pumpen abgeschaltet. Der fast 40 m tiefe Tagebau füllte sich allmählich mit Grundwasser und der Gustavsee entstand.

## Vogelschutzgebiet Gustavsee

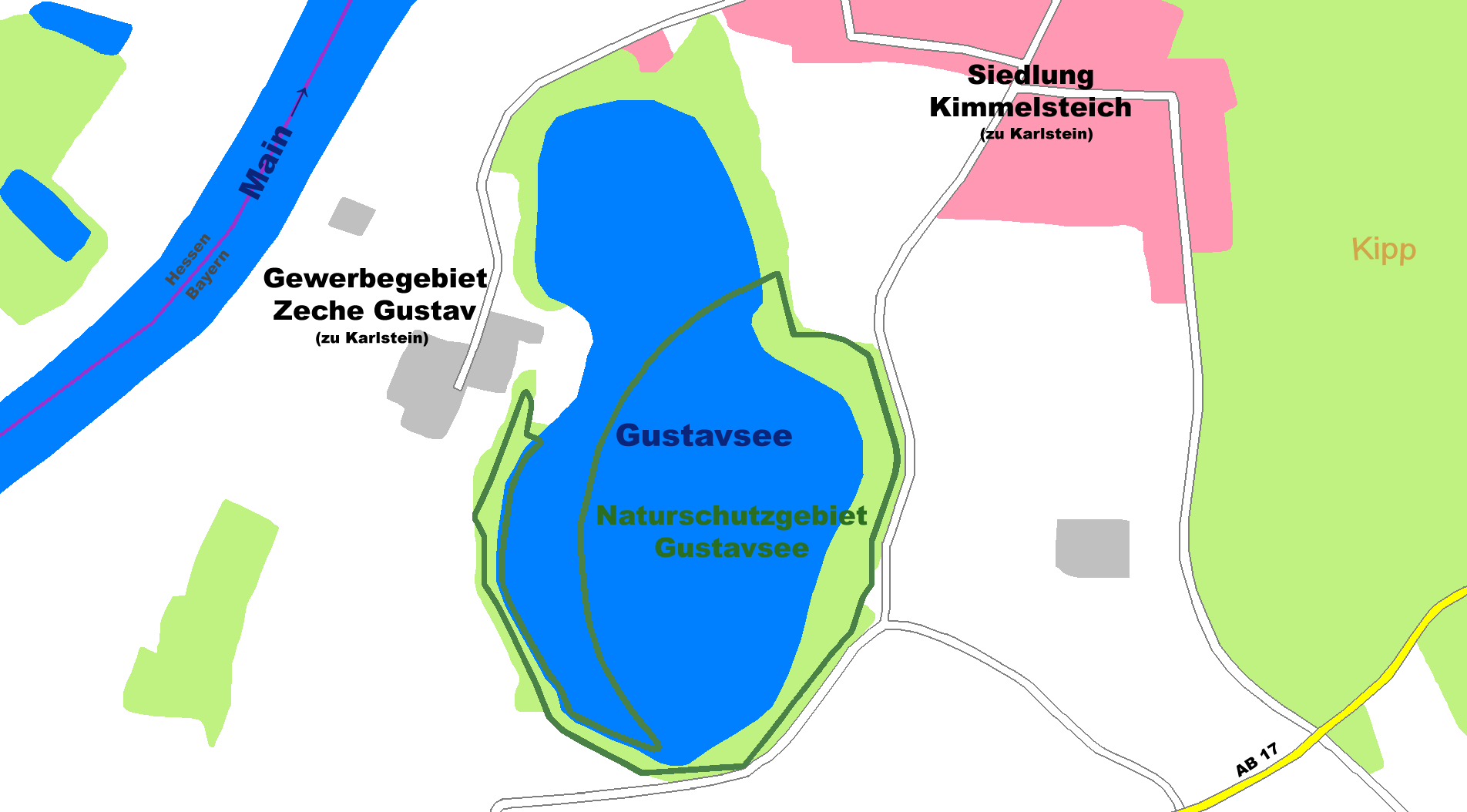
Gustavsee

Das 18,2 ha große Vogelschutzgebiet Gustavsee (NSG-00382.01) nimmt die südöstliche Seefläche und die westliche Uferzone des Gustavsees ein. Es gilt als einer der ornithologisch wichtigsten Rast- und Überwinterungsplätze für Wasservögel im nordbayerischen Raum. Durch seine beachtliche Wassertiefe friert der Gustavsee im Winter selten zu. Diese Tatsache bietet den überwinternden Vögeln eine Nahrungsquelle.
1957 wurde der Gustavsee zur Sicherstellung des Naturschutzes komplett umzäunt. Das Landesamt für Umwelt schlug den Gustavsee im Jahr 1978 als Vogelfreistätte vor.

## Flora und Fauna
Im Vogelschutzgebiet Gustavsee leben Haubentaucher, Zwergrohrdommel, Eisvogel, Wendehals, Uferschwalbe, Turteltaube, Neuntöter und Kormorane. Der See ist von einem Vegetationsgürtel aus Schilf, Kiefern, Erlen, Ebereschen, Haselsträuchern, Pappeln und Weidegebüsch umzogen. Im Wasser laichen die Erdkröte, der Teichmolch und der Wasserfrosch.